# Ootacamundus typicus
Ootacamundus typicus är en insektsart som beskrevs av William Lucas Distant 1918. Ootacamundus typicus ingår i släktet Ootacamundus och familjen dvärgstritar. Inga underarter finns listade i Catalogue of Life.